# Abbeville (Alabama)
Abbeville – miasto w Stanach Zjednoczonych, w stanie Alabama, siedziba administracyjna hrabstwa Henry.

## Demografia
W roku 2010 miasto zamieszkiwało 2688 osób, a gęstość zaludnienia wynosiła 66,5 osoby/km². W roku 2023 liczba mieszkańców spadła do 2377 osób, a gęstość zaludnienia do 58,8 osoby/km².